# Klášter Zvěstování Panny Marie (Nižnij Novgorod)
Klášter Zvěstování Panny Marie (rusky Благовещенский монастырь) je mužský pravoslavný klášter v ruském Nižním Novgorodu. Jedná se o nejstarší klášter ve městě, založený již na počátku 13. století. Rozkládá se na pravém břehu řeky Oky nedaleko jejího ústí do Volhy.

## Historie
Klášter byl založen vladimirsko-suzdalským velkoknížetem Jurijem II. Vsevolodovičem současně se založením Nižního Novgorodu roku 1221. Erzjanský kníže Purgas roku 1229 přitáhnul k Nižnímu Novgorodu, aby tuto výspu ruské expanze v povolží zničil. To se mu sice nepodařilo, avšak při obléhání vyplenil alespoň okolní osady a především klášter zpustošil a vypálil, mnichy pobil. Jak uvádí kronika:
Přišla Mordva s Pugasem k Novgorodu i ubránili se Novgorodci; oni zapálili klášter svaté Bohorodice a chrám, které byly vně města; v témže dni odjeli pryč, sebravše mnohé své mrtvé.
Lavrentijský letopis
Obnova kláštera je spojována s metropolitou Alexejem. Ten podle kronik navštívil Nižnij Novgorod roku 1357 při cestě do Zlaté hordy. Podle legendy se Alexej zastavil k odpočinku vedle pramene pod horou na břehu Oky, nedaleko od zničeného kláštera Zvěstování Panny Marie. Pohled na ruiny kláštera jím natolik pohnul, že dal Bohu slib: jestliže se ve zdraví vrátí ze Zlaté hordy, obnoví zde klášter zasvěcený Zvěstování Panny Marie. Ze Zlaté hordy se nakonec navrátil dokonce se slávou, neboť vyléčil ze slepoty manželku tatarského chána Džanibeka, čímž také uchránil Rus od nového nájezdu. Svůj slib o obnově kláštera vyplnil roku 1370.

Od té doby přináležel klášter Zvěstování Panny Marie metropolitům a po zřízení patriarchátu (1589) patriarchům. Stal se důležitým feudálně-hospodářským centrem kraje.
Roku 1649 byl zbudován chrám Zvěstování Panny Marie, 1678 následoval chrám Zesnutí přesvaté Bohorodice a chrám svatého Alexije z Edessy (1834).
Po bolševické revoluci byl klášter zrušen a v letech 1948-2005 se v chrámu svatého Alexije z Edessy nacházelo planetárium (dnes přemístěno do nové budovy). V roce 2007 byl v chrámu v rámci obnovy instalován poměrně neobvyklý křišťálový ikonostas.
S obnovou kláštera se započalo roku 1993. Hned na začátku zde bylo otevřeno duchovní učiliště, o dva roky přeměněné na Nižněnovgorodský duchovní seminář, jehož historie sahá až do roku 1721.